# Unité urbaine de Saint-Agnant
L'unité urbaine de Saint-Agnant est une unité urbaine française constituée par la commune de Saint-Agnant, petite ville de la couronne périurbaine de l'aire urbaine de Rochefort, située dans l'ouest de la Charente-Maritime.

## Données générales
En 2010, l'INSEE a procédé à une révision des zonages des unités urbaines de la France; celle de Saint-Agnant fait partie des nouvelles unités urbaines de la Charente-Maritime et figure sous le code 17105 selon la nouvelle nomenclature de l'Insee. 
En 2007, avec 2 329 habitants, elle constitue la 27e unité urbaine de Charente-Maritime et appartient à la catégorie des unités urbaines de 2 000 à 4 999 habitants.
Sa densité de population qui s'élève à 104 hab/km2 en 2007 en fait une unité urbaine dont la densité de population est plus élevée que celle de la Charente-Maritime qui, à la même date, est de 88 hab/km2.

## Délimitation de l'unité urbaine de 2010
Unité urbaine de La Jarne dans la délimitation de 2010 et population municipale de 2007
| Commune urbaine | Superficie | Population | Densité de population | Statut       |
| --------------- | ---------- | ---------- | --------------------- | ------------ |
| Saint-Agnant    | 22,49 km2  | 2 329 hab. | 104 hab/km2           | Ville isolée |

## Sources et références
1. ↑  Composition de l'unité urbaine de Saint-Agnant en 2010 - Source : Insee